# Nekrolog 1580
Nekrolog
◄◄
| ◄
| 1576
| 1577
| 1578
| 1579
| 1580 | 1581 | 1582 | 1583 | 1584 | ► | ►►
Weitere Ereignisse | Allgemeiner Nekrolog 1580
Die Beschreibung der verstorbenen Person sollte so kurz wie möglich gehalten sein und nur deren signifikante Tätigkeit(en) enthalten.
Neue Namen ggf. auch unter dem Geburts- und Sterbedatum, also etwa unter 1. Januar und im Geburts- und Sterbejahr (2024) eintragen (nur bei entsprechender großer Wichtigkeit). Für Beispiele siehe die schon vorhandenen Artikel.
Außerdem über die fünf zuletzt Verstorbenen, zu denen es einen ausreichend guten Artikel für eine Präsentation auf der Hauptseite gibt, nach der todesbedingten Überarbeitung der Artikel ggf. auch unter Wikipedia Diskussion:Hauptseite informieren und sie am besten auch in den anderen Wikipedia-Sprachversionen eintragen. Tipp: Regelmäßig bei news.google.de nach „ist tot“, „gestorben“ oder „verstorben“ suchen.
Wenn eine Person gestorben ist, gibt es viele Seiten zu dieser Person in der Wikipedia, die davon auch betroffen sind und entsprechend aktualisiert werden müssen. Beispiele: Namenübersichtsseite, Geburtsjahr, Geburtsort-Seiten und viele mehr.
Wie finde ich die betroffenen Seiten?
Im Suchfeld auf der linken Seite gibt man den Suchbegriff so ein: „Vorname Nachname“. Dann klickt man auf Volltext und alle Seiten mit entsprechendem Suchtext werden aufgerufen. Hier sieht man dann schnell, wo auch das Todesjahr Sinn macht oder sogar ein Teil des Artikels angepasst werden muss. Auch hilft das „Werkzeug“ auf der linken Seite sehr gut, um solche Seiten aufzufinden: „Links auf diese Seite“. Somit ist die Wikipedia wieder aktuell in allen Bereichen! Hinweis: bei Eintragung der Kategorie „Gestorben JAHR“ wird der Missbrauchsfilter 49 ausgelöst, was jedoch nicht schlimm ist. Siehe: Spezial:Missbrauchsfilter/49
Dies ist eine Liste von im Jahr 1580 verstorbenen bekannten Persönlichkeiten. Die Einträge erfolgen innerhalb der einzelnen Daten alphabetisch sortiert. Tiere sind im Nekrolog für Tiere zu finden.

## Januar
| Tag        | Name                     | Beruf, bekannt als                        | Alter | Beleg |
| ---------- | ------------------------ | ----------------------------------------- | ----- | ----- |
| 16. Januar | Margarethe von Schönberg | sächsische Adlige und Wohltäterin         |       |       |
| 18. Januar | Antonio Scandello        | italienischer Komponist und Kapellmeister | 63    |       |
| 25. Januar | Willibald Imhoff         | deutscher Kunstsammler und Kaufmann       | 60    |       |
| 31. Januar | Dietrich von Bettendorf  | Bischof von Worms (1552–1580)             |       |       |
| 31. Januar | Heinrich I.              | König von Portugal                        | 68    |       |

## Februar
| Tag         | Name                              | Beruf, bekannt als | Alter | Beleg |
| ----------- | --------------------------------- | --- | ----- | ----- |
| 4. Februar  | Philipp Ludwig I.                 | Graf von Hanau-Münzenberg                                                                                                  | 26    |       |
| 5. Februar  | Volkmar Wolf von Hohnstein        | vorletzte Regent der Grafschaft Hohnstein                                                                                  |       |       |
| 13. Februar | Johann Georg von Gleißenthal      | evangelischer Geistlicher, Abt in der Reformation, Führer der Reichsprälatenbank in der Oberpfalz, Viztum der Oberen Pfalz |       |       |
| 25. Februar | Rodrigo de Quiroga López de Ulloa | spanischer Konquistador und Gouverneur Chiles                                                                              |       |       |
| 25. Februar | Marx Weiß                         | Maler der Spätgotik |       |       |
| 26. Februar | Hieronymus Lüneburg               | Bürgermeister von Lübeck                                                                                                   |       |       |

## April
| Tag       | Name              | Beruf, bekannt als                                                                  | Alter | Beleg |
| --------- | ----------------- | ----------------------------------------------------------------------------------- | ----- | ----- |
| 1. April  | Alonso Mudarra    | spanischer Vihuelist und Komponist der Renaissance                                  |       |       |
| 2. April  | Jerónimo Nadal    | spanischer Jesuit                                                                   | 72    |       |
| 20. April | Francesco Alciati | Kardinal                                                                            | 58    |       |
| 24. April | Philippine Welser | Augsburger Patriziertochter und die Frau von Erzherzog Ferdinand II. von Österreich |       |       |

## Mai
| Tag     | Name                               | Beruf, bekannt als                                             | Alter | Beleg |
| ------- | ---------------------------------- | -------------------------------------------------------------- | ----- | ----- |
| 3. Mai  | Thomas Tusser                      | englischer Dichter und Verfasser landwirtschaftlicher Arbeiten | 55    |       |
| 7. Mai  | Heinrich Schneidewein              | deutscher Jurist und Weimarer Kanzler                          |       |       |
| 21. Mai | John Thynne                        | englischer Adliger und Politiker                               |       |       |
| 31. Mai | Dorothea von Dänemark und Norwegen | Ehefrau Kurfürst Friedrichs II. von der Pfalz                  | 59    |       |
| Mai     | Christoph Baldauf                  | deutscher Pädagoge                                             |       |       |

## Juni
| Tag      | Name                   | Beruf, bekannt als                                            | Alter | Beleg |
| -------- | ---------------------- | ------------------------------------------------------------- | ----- | ----- |
| 15. Juni | Nicolaas van Nieuwland | niederländischer römisch-katholischer Bischof von Haarlem     | 70    |       |
| 18. Juni | Juliana zu Stolberg    | Stammmutter der älteren und jüngeren Linie des Hauses Oranien | 74    |       |
| 28. Juni | Heinrich Krechting     | radikaler Führer der Täuferbewegung                           |       |       |
| Juni     | Hans Harrer            | kursächsischer Kammermeister, Großkaufmann und Industrieller  |       |       |

## Juli
| Tag      | Name              | Beruf, bekannt als                                                                    | Alter | Beleg |
| -------- | ----------------- | ------------------------------------------------------------------------------------- | ----- | ----- |
| 11. Juli | Heinrich Paxmann  | deutscher Pädagoge und Mediziner                                                      |       |       |
| 22. Juli | Hieronymus Lotter | deutscher Baumeister und Bauherr der Renaissance, Bürgermeister von Leipzig, Kaufmann |       |       |

## August
| Tag        | Name                             | Beruf, bekannt als                                                  | Alter | Beleg |
| ---------- | -------------------------------- | ------------------------------------------------------------------- | ----- | ----- |
| 1. August  | Albrecht Giese                   | Danziger Ratsherr und Diplomat                                      | 56    |       |
| 1. August  | Everard Mercurian                | Generaloberer der Societas Jesu (Jesuitenorden)                     |       |       |
| 3. August  | Johann Schencking                | Domherr in Münster                                                  |       |       |
| 7. August  | Lala Kara Mustafa Pascha         | osmanischer General und für kurze Zeit Großwesir                    |       |       |
| 15. August | Vincenzo Borghini                | italienischer Humanist, Schriftsteller, und Akademiker und Kleriker | 64    |       |
| 19. August | Andrea Palladio                  | italienischer Architekt und Architekturtheoretiker                  | 71    |       |
| 25. August | Friedrich Schenck von Tautenburg | erster Erzbischof von Utrecht                                       |       |       |
| 28. August | Anton Brus von Müglitz           | Bischof von Wien und Erzbischof von Prag                            | 62    |       |
| 30. August | Emanuel Philibert                | Herzog von Savoyen (1553–1580)                                      | 52    |       |

## September
| Tag           | Name                                                    | Beruf, bekannt als                            | Alter | Beleg |
| ------------- | ------------------------------------------------------- | --------------------------------------------- | ----- | ----- |
| 7. September  | Nikolaus von Dornspach                                  | Bürgermeister von Zittau                      | 64    |       |
| 7. September  | Jacob Schlemmer                                         | Rektor, Geschichtsschreiber                   |       |       |
| 9. September  | Christoph von der Schulenburg                           | Bischof von Ratzeburg, Propst von Diesdorf    |       |       |
| 15. September | Friedrich Risner                                        | deutscher Mathematiker                        |       |       |
| 15. September | Gérard de Turnhout                                      | franko-flämischer Komponist der Renaissance   |       |       |
| 19. September | Katherine Willoughby, 12. Baroness Willoughby de Eresby | englische Adelige                             |       |       |
| 20. September | Honorat II. de Savoie, marquis de Villars               | Marschall von Frankreich aus dem haus Savoyen | 69    |       |
| 20. September | Christina Stewart, 4. Countess of Buchan                | schottische Adelige                           |       |       |
| 22. September | Cristóbal de Rojas y Sandoval                           | Bischof der Katholischen Kirche               | 78    |       |
| 23. September | Nicolaus Roding                                         | deutscher Theologe                            | 61    |       |

## Oktober
| Tag         | Name                                    | Beruf, bekannt als                                                      | Alter | Beleg |
| ----------- | --------------------------------------- | ----------------------------------------------------------------------- | ----- | ----- |
| 1. Oktober  | Johann                                  | Herzog von Schleswig-Holstein-Hadersleben                               | 59    |       |
| 3. Oktober  | Aegidius Salius                         | böhmischer Physiker und Mathematiker                                    |       |       |
| 8. Oktober  | Hieronymus Wolf                         | deutscher Humanist und Philologe; Begründer der deutschen Byzantinistik | 64    |       |
| 9. Oktober  | Immanuel Tremellius                     | italienischer Exulant und reformierter Theologe                         |       |       |
| 14. Oktober | Jos Murer                               | Zürcher Glasmaler, Kartograf und Dramatiker                             |       |       |
| 15. Oktober | Laurentius Kirchhoff                    | deutscher Rechtswissenschaftler                                         |       |       |
| 17. Oktober | Heinrich Plönnies                       | Bürgermeister der Hansestadt Lübeck                                     |       |       |
| 21. Oktober | Thomas Mevius                           | deutscher Jurist und Hochschullehrer                                    | 55    |       |
| 26. Oktober | Anna von Österreich                     | Königin von Spanien, Königin von Portugal                               | 30    |       |
| 28. Oktober | Margarete von Braunschweig-Wolfenbüttel | Herzogin von Münsterberg, Oels und Bernstadt                            |       |       |

## November
| Tag          | Name                         | Beruf, bekannt als                                                                     | Alter | Beleg |
| ------------ | ---------------------------- | -------------------------------------------------------------------------------------- | ----- | ----- |
| 3. November  | Şah Sultan                   | osmanische Prinzessin                                                                  |       |       |
| 3. November  | Jeronimo Zurita              | spanischer Historiker                                                                  | 67    |       |
| 7. November  | Heinrich Knaust              | deutscher Pädagoge, Dramatiker, lateinischer Dichter und römisch katholischer Theologe | 60    |       |
| 16. November | Maria Jakobäa von Baden      | durch Heirat Herzogin von Bayern                                                       | 73    |       |
| 19. November | Georg Melantrich von Aventin | böhmischer Drucker und Verleger                                                        |       |       |
| 28. November | Konrad Matthäus              | deutscher Jurist                                                                       | 61    |       |

## Dezember
| Tag          | Name                  | Beruf, bekannt als                                                              | Alter | Beleg |
| ------------ | --------------------- | ------------------------------------------------------------------------------- | ----- | ----- |
| 1. Dezember  | Giovanni Morone       | italienischer Kardinalbischof und Kirchenpolitiker, Konzilslegat und -präsident | 71    |       |
| 23. Dezember | Gerard van Groesbeeck | Fürstbischof von Lüttich, Fürstabt von Malmedy und Stablom, Kardinal            |       |       |
| 29. Dezember | Bartolomé de Medina   | spanischer Dominikaner, Theologieprofessor                                      |       |       |

## Datum unbekannt
| Tag | Name                                  | Beruf, bekannt als                                                          | Alter | Beleg |
| --- | ------------------------------------- | --------------------------------------------------------------------------- | ----- | ----- |
|     | Hermann von Amelunxen                 | deutscher Drost und Pfandherr                                               |       |       |
|     | Giovanni Beccaria                     | Lehrer und Reformator von Locarno, Misox und Bergell                        |       |       |
|     | Willem van den Broeck                 | flämischer Bildhauer der Renaissance                                        |       |       |
|     | Giacomo Chizzola                      | Diplomat, Ökonom, Humanist                                                  |       |       |
|     | Johann von Francolin                  | Heraldiker                                                                  |       |       |
|     | Hans von Matz                         | Renaissancebaumeister                                                       |       |       |
|     | Ruy López de Segura                   | spanischer Schachspieler und Priester                                       |       |       |
|     | Gastón de Peralta                     | Vizekönig von Neuspanien                                                    |       |       |
|     | Matthias von der Recke zu Neuenburg   | Komtur zu Doblen                                                            |       |       |
|     | André de Rivaudeau                    | französischer Dichter und Dramatiker                                        |       |       |
|     | João de Ruão                          | Architekt und Bildhauer                                                     |       |       |
|     | Inés de Suárez                        | Conquistadorin                                                              |       |       |
|     | Karl von Utenhove der Ältere          | flämischer humanistischer Philologe und Politiker                           |       |       |
|     | Laurent de Vos                        | flämischer Komponist der Renaissance                                        |       |       |
|     | Kaspar Weiler                         | Münchner Patrizier                                                          |       |       |
|     | Christoph von Wrisberg                | kaiserlicher Obrist und Landsknechtsführer                                  |       |       |
|     | Fabian I. von Zehmen                  | preußischer Beamter im Preußen Königlichen Anteils und im Herzogtum Preußen |       |       |
|     | Johann Georg I. Zobel von Giebelstadt | Bischof von Bamberg (1577–1580)                                             |       |       |